# Викар, Жан-Батист Жозеф
Жан-Батист Жозеф Викар, известный как Шевалье Викар (фр. Jean-Baptiste Joseph Wicar, Chevalier Wicar; 2 января 1762, Лилль, Франция — 27 февраля 1834, Рим, Италия) — французский живописец, рисовальщик и коллекционер произведений искусства периода французского ампира.

## Биография
Сын столяра-краснодеревщика, которому он помогал в его мастерской до одиннадцати лет, Жан-Батист Викар, благодаря покровительству некоего д’Эспеля, с 1773 года был учеником школы бесплатного рисования своего родного города Лилля. В восемнадцать лет он уже скопировал несколько картин из музея в Лилле. Его таланты были замечены, и при финансовой поддержке города он уехал совершенствовать свои навыки в Париж, в мастерскую гравёра Жака-Филиппа Леба, а затем в ателье Жака-Луи Давида, с которым его познакомил друг, живописец Жак-Франсуа-Жозеф Ролан (1757—1804), брат скульптора Филиппа-Лорана Ролана.
В том же году он уехал, чтобы сопровождать Давида в Италию вместе с другим художником его школы, Жаном-Жерменом Друэ. Там Викар предпринял и завершил огромную работу по копированию 400 картин, 300 камей, 90 скульптурных бюстов и 50 портретов, выбранных из собраний галерей Уффици и Палаццо Питти во Флоренции. Эти рисунки были награвированы и опубликованы в Париже в 1789—1821 годах в трёх томах, под заглавием «Картины, статуи, барельефы и камеи из Флорентийской галереи и дворца Питти» (Tableaux, statues, bareliefs et camées de la Galerie de Florence et du palais Pitti). В последующие годы Викар много раз будет возвращаться в Италию.

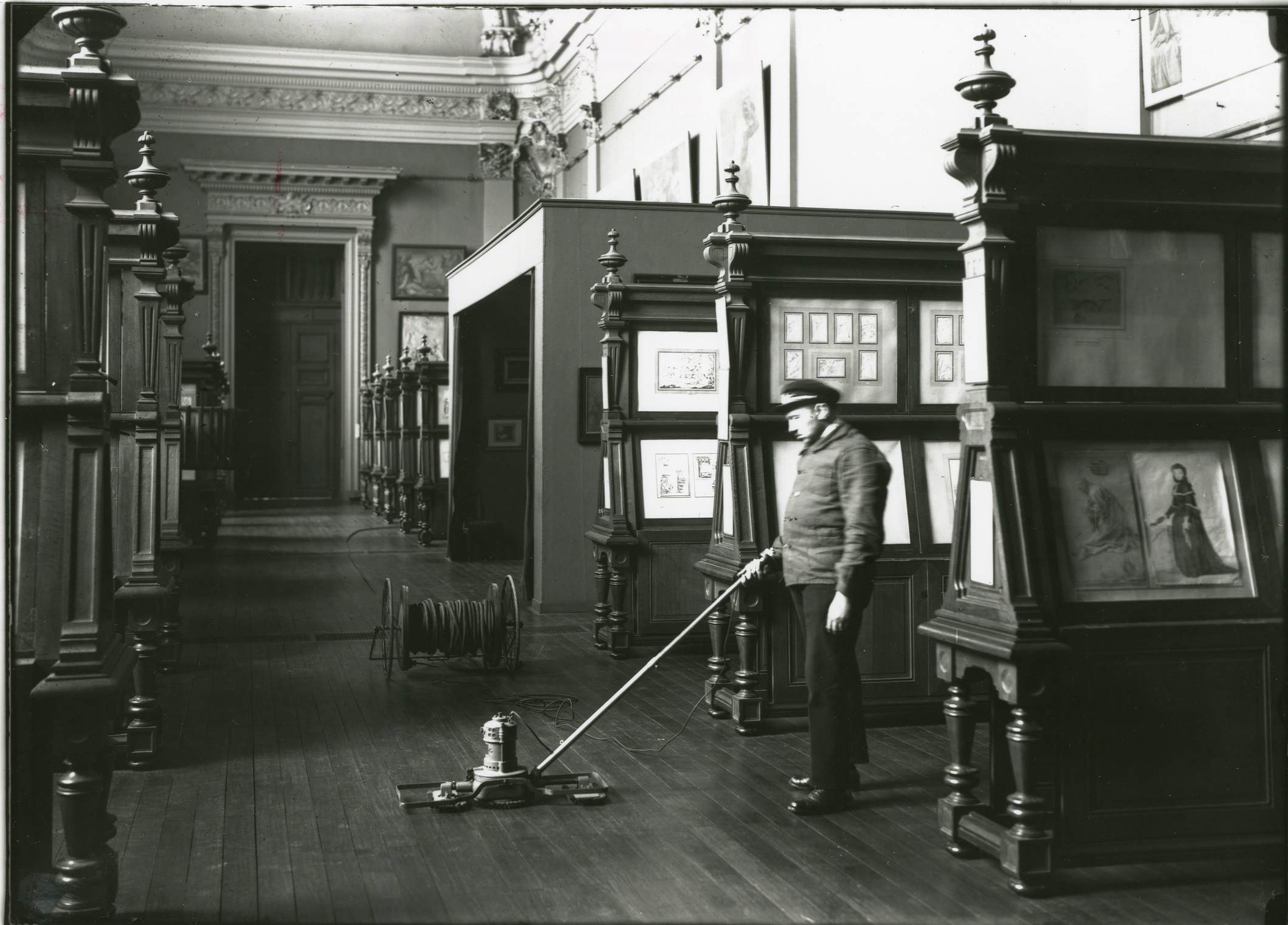
Коллекция Викар на втором этаже Дворца изящных искусств в Лилле. Фотография 1935 г.

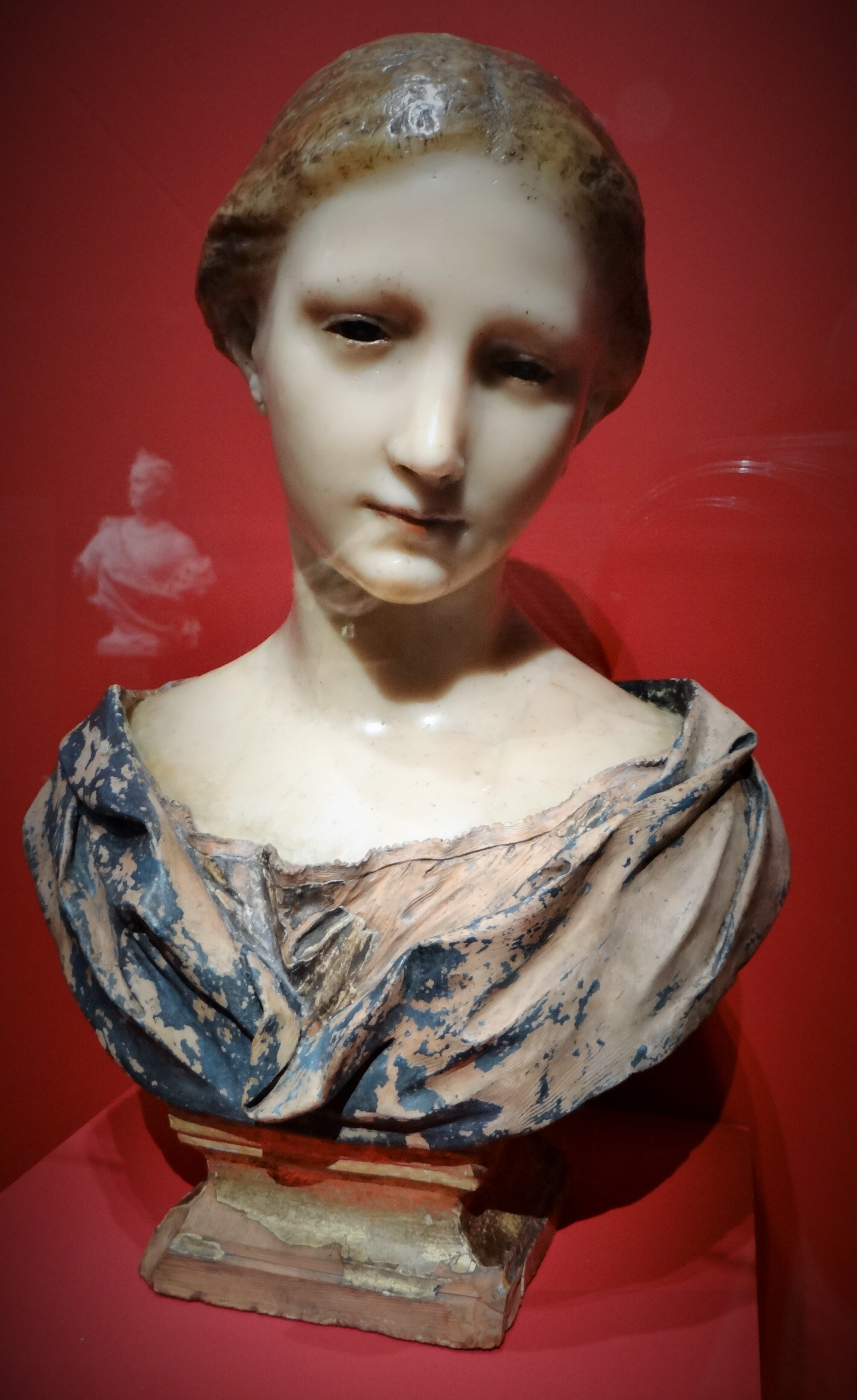
«Голова Викар». XVII в. Воск, роспись, инкрустация стеклом. Дворец изящных искусств, Лилль

Вернувшись в Париж в 1793 году, Викар был назначен хранителем отдела антиквариата Центрального музея искусств (позднее: Музей Лувра) с жалованьем 2400 ливров. Затем он в августе 1794 года возглавил комиссию по вывозу произведений искусства из Австрийских Нидерландов: первый конвой покинул Антверпен, доставив, в частности, картины П. П. Рубенса, предназначенные для Лувра.
В 1795 году художник вернулся в Италию. В 1797 году во время Итальянской кампании генерала Бонапарта он был членом Комиссии по изъятию произведений искусства (Сommission est chargée de saisir les œuvres d’art). Комиссия отвечала за конфискацию произведений, которые могут пополнить коллекции французских музеев. Викар с этой миссией побывал во Флоренции, Болонье, Неаполе и Милане, он продолжил изъятие величайших произведений живописи и скульптуры; все эти захваченные сокровища впоследствии были названы Полем-Луи Курье «nos illustres pillages», они были помещены в Лувре, в то время носившем название «Наполеоновского музея». Эта экспроприация совершалась по большей части на основании формально заключённых, а фактически, вынужденных трактатов между французским правительством и побеждённым итальянским государством, в частности Толентинский договор Толентинского договора 1797 года между Францией и Папской областью.
Закончив эту работу, в 1800 году художник уехал в Рим и поселился там навсегда, за исключением краткого пребывания в Неаполе, с 1806 по 1809 год, во время которого он работал директором Неаполитанской Академии изящных искусств.
Во второй половине своей жизни Жан-Батист Викар стал востребованным живописцем-портретистом. Он создал, в частности, целую портретную галерею членов семьи Наполеона. Писал также картины на исторические и мифологические сюжеты.

## Коллекции Жана-Батиста Викара
Во время первого пребывания во Флоренции Викар уже создал небольшое собрание; ему посчастливилось купить всю «коллекцию Феди» (collection Fedi), но он её продал английскому коммерсанту Вудберну (за 11 000 римских экю), она затем станет частью собрания картин Томаса Лоуренса, а позднее графа Оксфорда.
Воспользовавшись нестабильной политической и экономической ситуацией, всё ещё находясь в Италии, Викар собрал новую коллекцию. Благодаря работе в комиссиях, Викар смог составить драгоценную личную коллекцию из около 1300 рисунков, в том числе картонов Рафаэля и Микеланджело, рисунков Филиппино Липпи, Андреа Мантеньи, Сандро Боттичелли, Джулио Франча, Андреа дель Сарто, Фра Бартоломео. Помимо рисунков, ему также принадлежало несколько ценных предметов искусства, в том числе барельефы Донателло и восковая «Голова Викар» (Tête Wicar) неизвестного мастера XVII века, которую искусствовед Луи Гонс назвал «непреодолимым соблазном» и «уникальной драгоценностью». Умирая, художник завещал коллекцию своему родному городу. Ныне это выдающееся собрание произведений искусства находится во Дворце изящных искусств в Лилле и носит название «Музея Викара» (Musée Wicar).
Он также завещал собрание рисунков Обществу наук, сельского хозяйства и искусств Лилля. Богатая 1300 работами, в основном принадлежащими итальянской школе, но также, в меньшей степени, и северным школам, она включает в себя рисунки известных художников, таких как Рафаэль, Альбрехт Дюрер, Лукас Кранах Старший, Николя Пуссен и Жак Луи Давид. «Коллекция Викар» с тех пор объединяет несколько собраний Дворца изящных искусств в Лилле. В 1935 году галерея была открыта для публики.

## Галерея

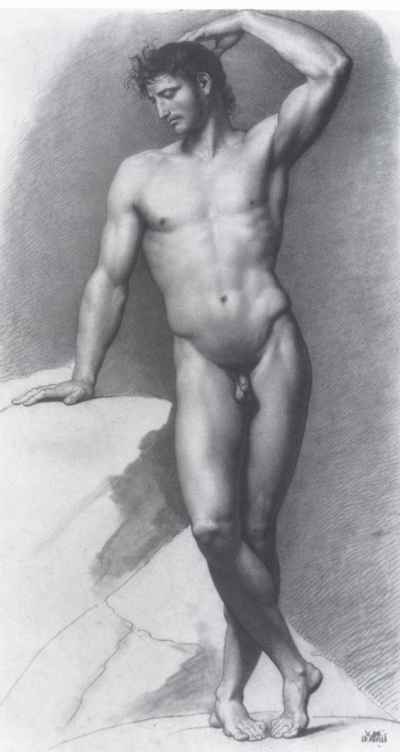
Натурная штудия. Бумага, карандаш
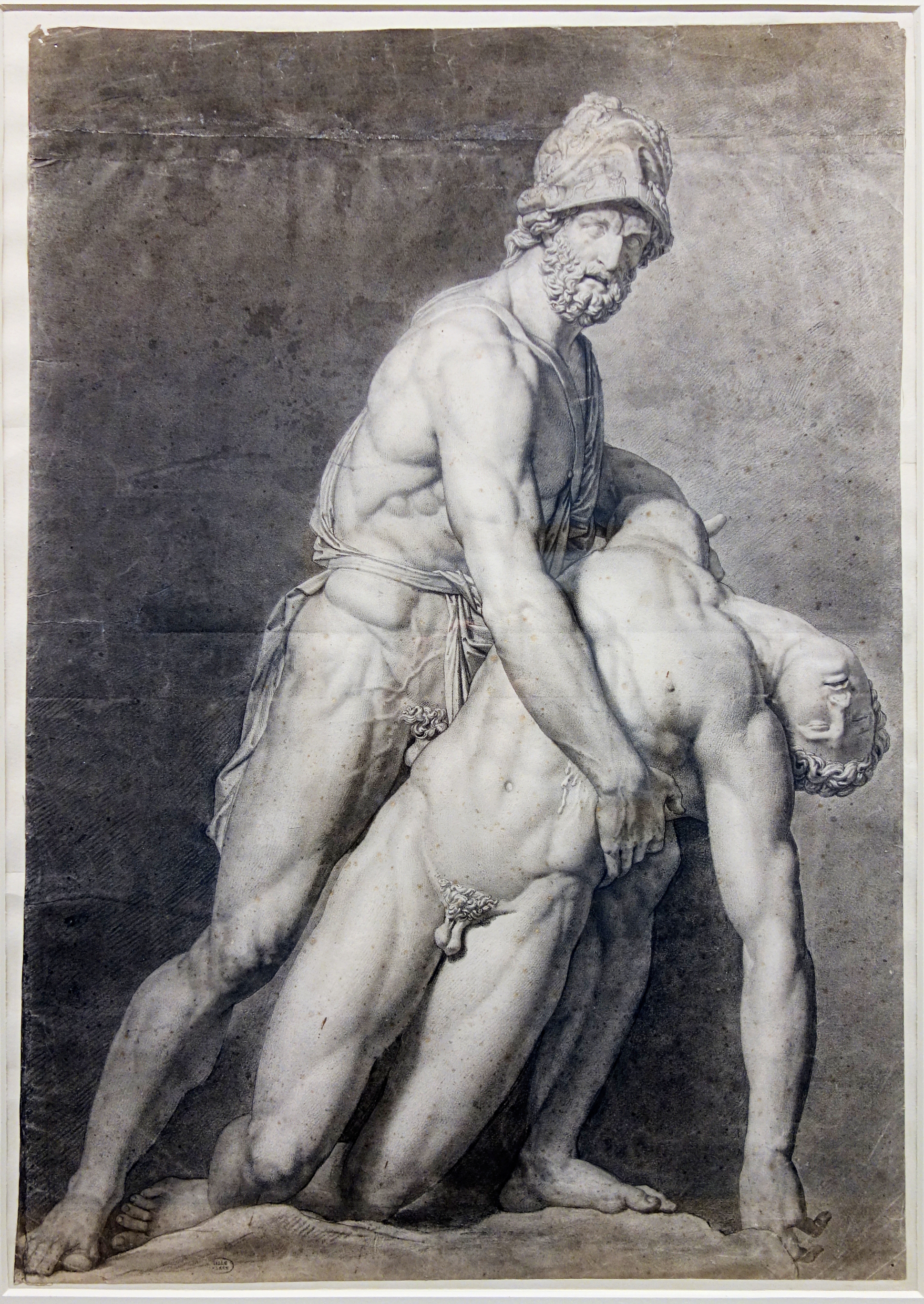
Менелай с телом Патрокла. Рисунок с античной скульптуры во Флоренции
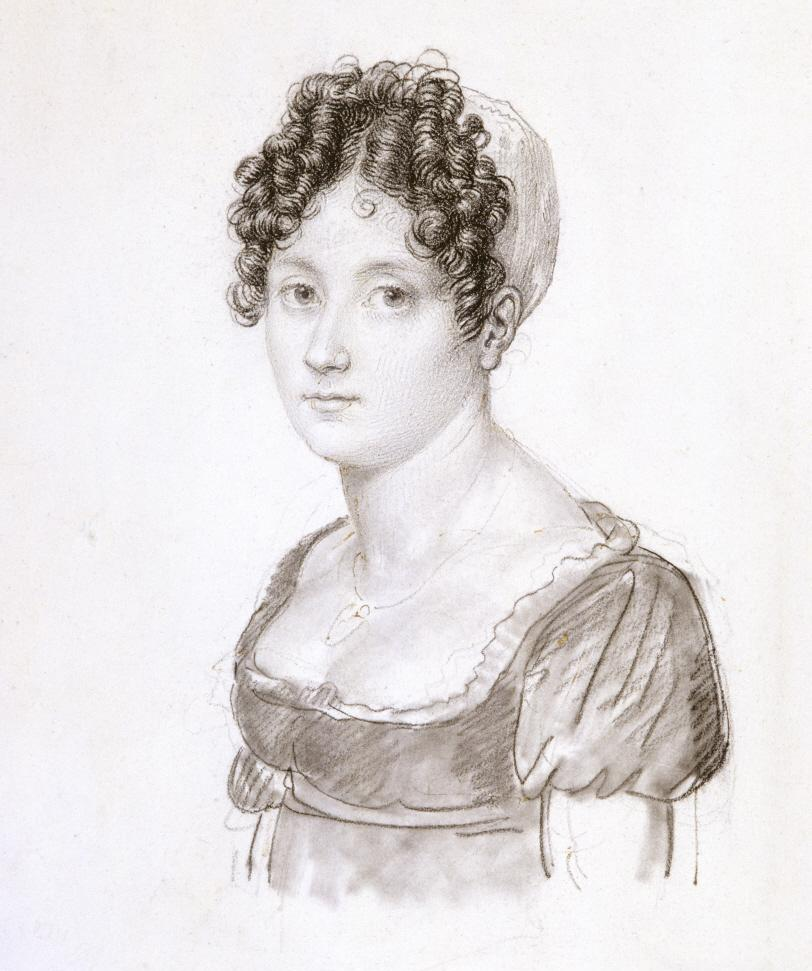
Портрет Евгении Шарен. Бумага, карандаш, уголь. 1810. Музей Наполеона, Рим
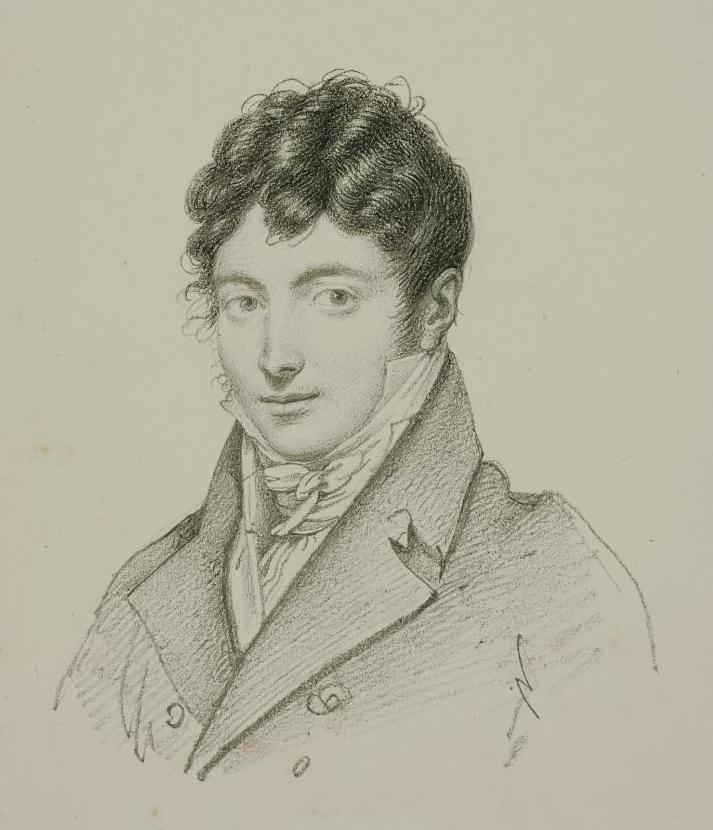
Портрет Жозефа Сервира. Бумага, карандаш, уголь. 1810. Музей Наполеона, Рим
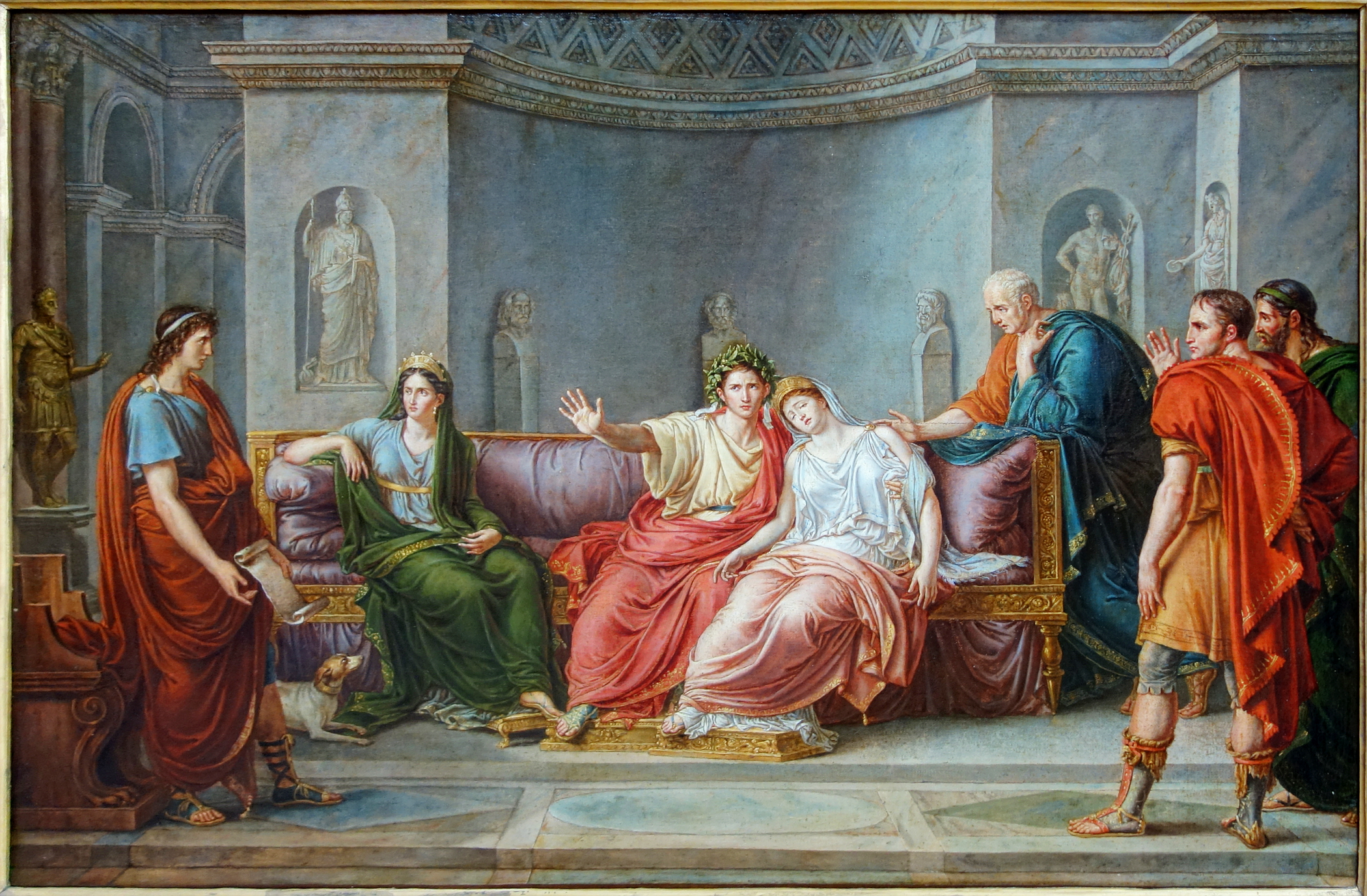
Вергилий читает «Энеиду» императору Августу. Холст, масло. Дворец изящных искусств, Лилль
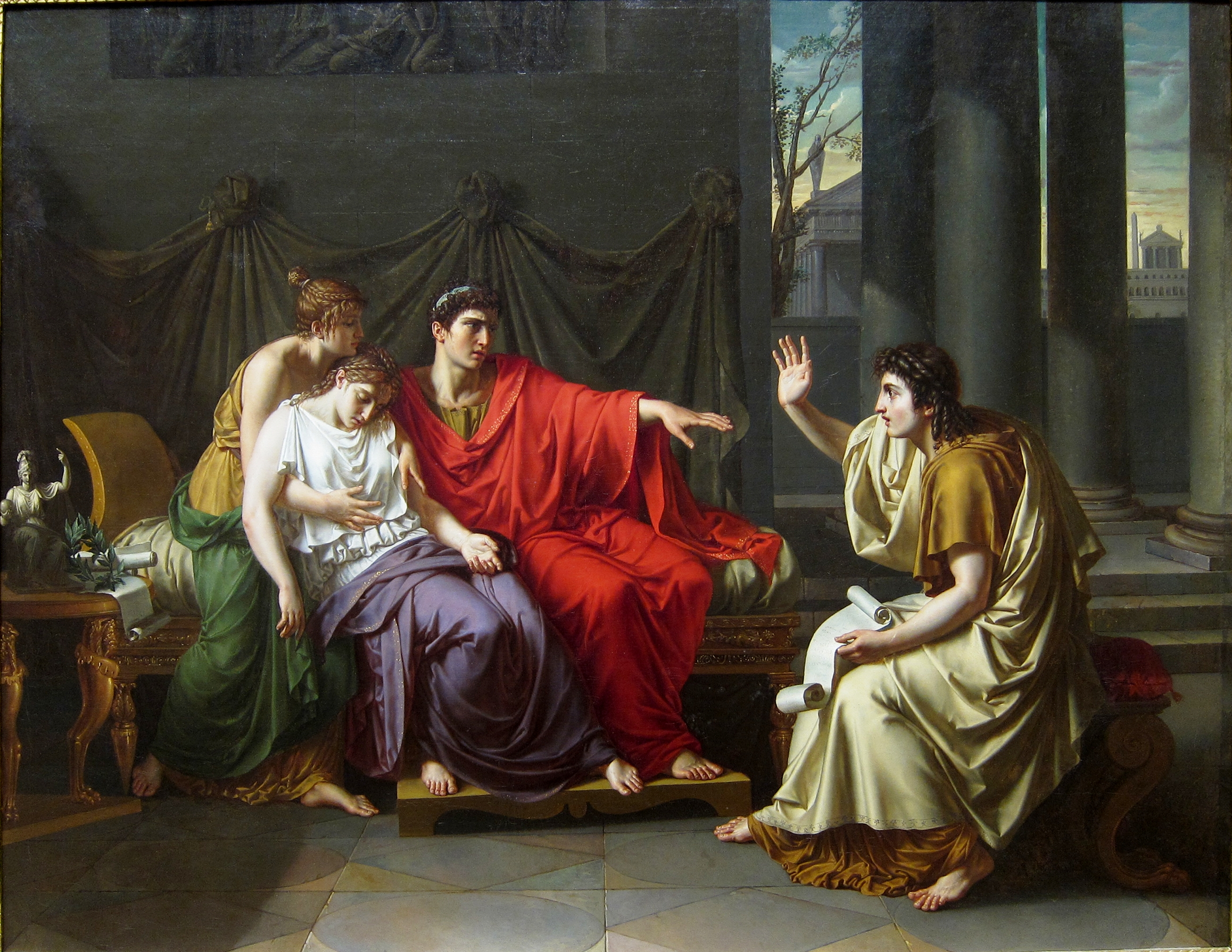
Вергилий читает «Энеиду» Августу, Октавии и Ливии. 1790. Холст, масло. Чикагский институт искусств, США
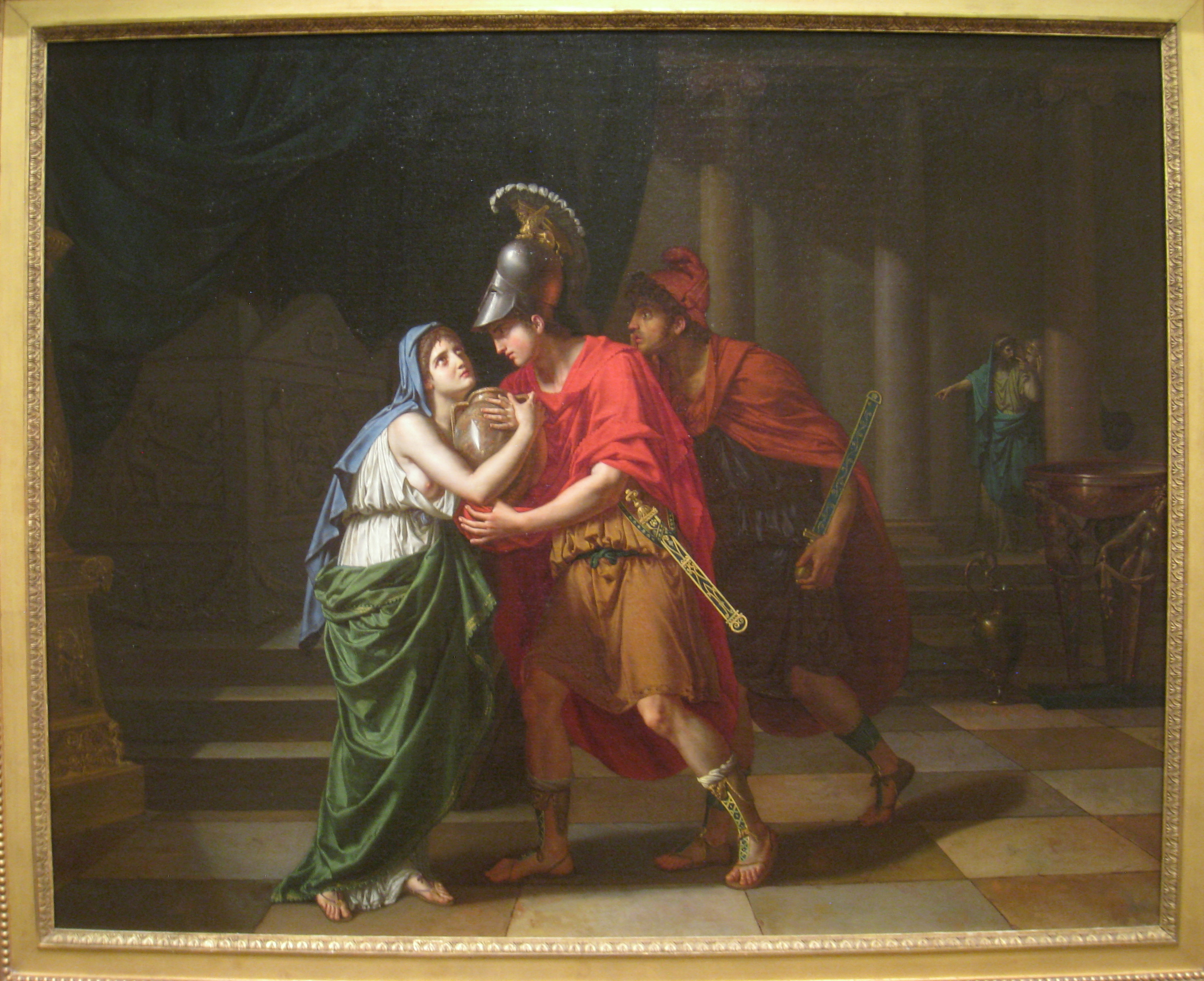
Электра получает прах своего брата Ореста. До 1834. Холст, масло. Вустерский музей искусств, США
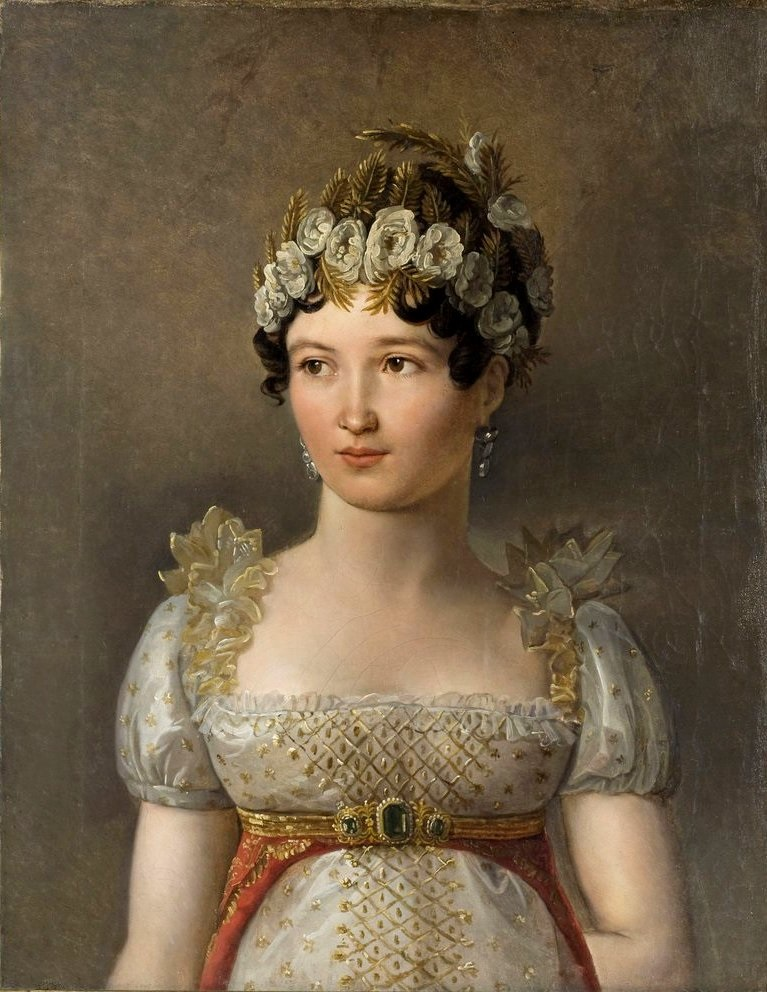
Каролина Бонапарт. 1809. Холст, масло. Национальная галерея Умбрии, Перуджа
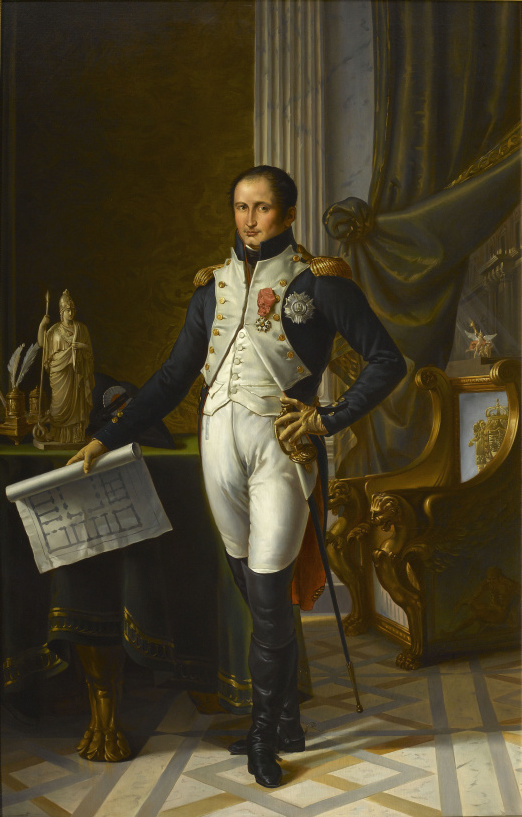
Жозеф Бонапарт, король Неаполя. 1808. Холст, масло. Версаль
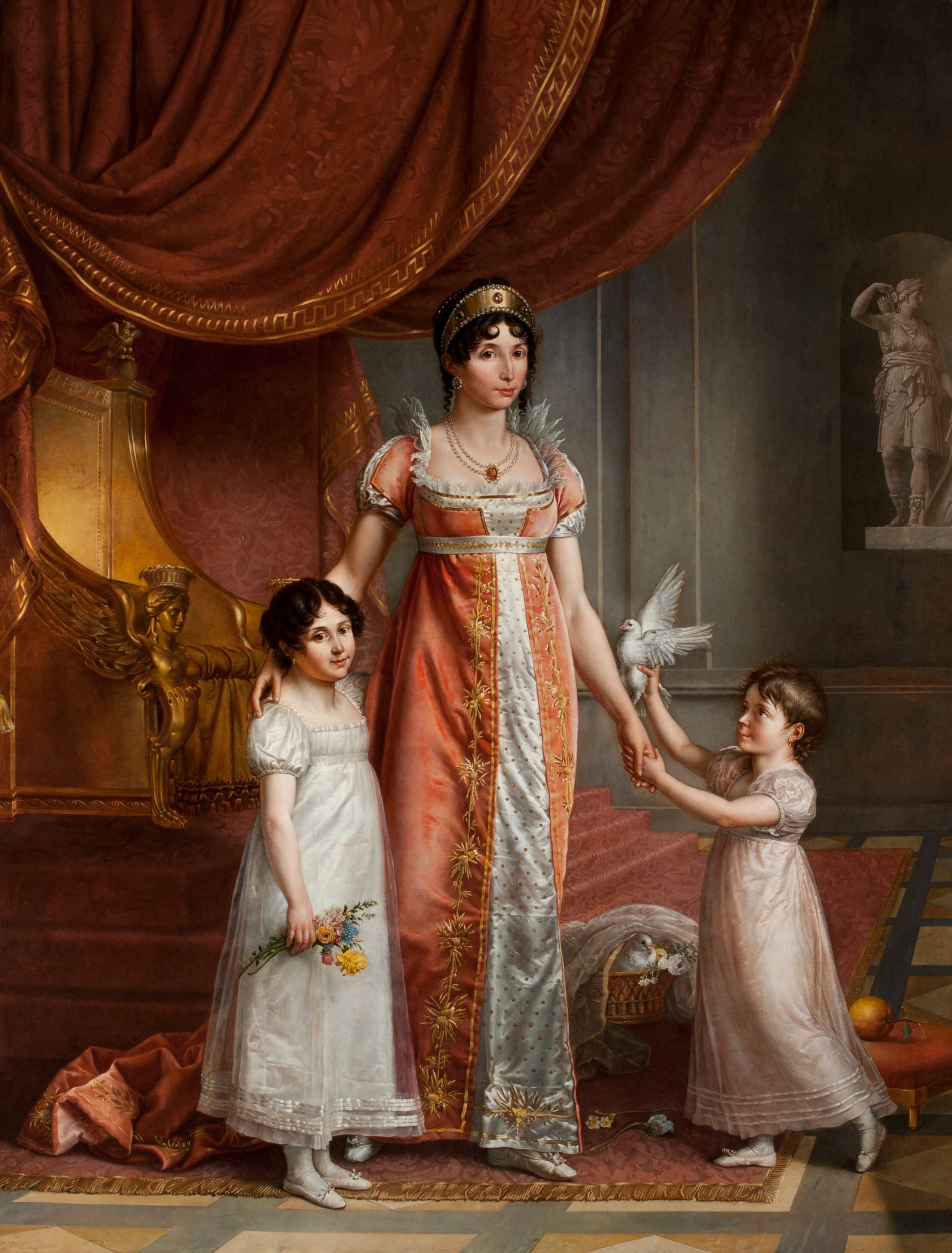
Портрет Жюли Клари, супруги Жозефа Бонапарта, с дочерьми Зинаидой и Карлоттой. 1809. Холст, масло. Королевский дворец в Казерте
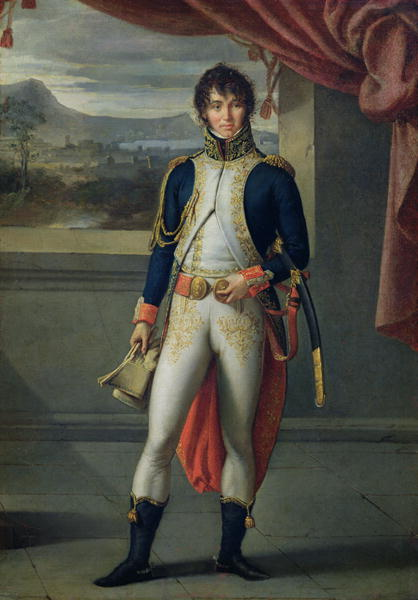
Иоахим Мюрат. Холст, масло. Дворец изящных искусств, Лилль
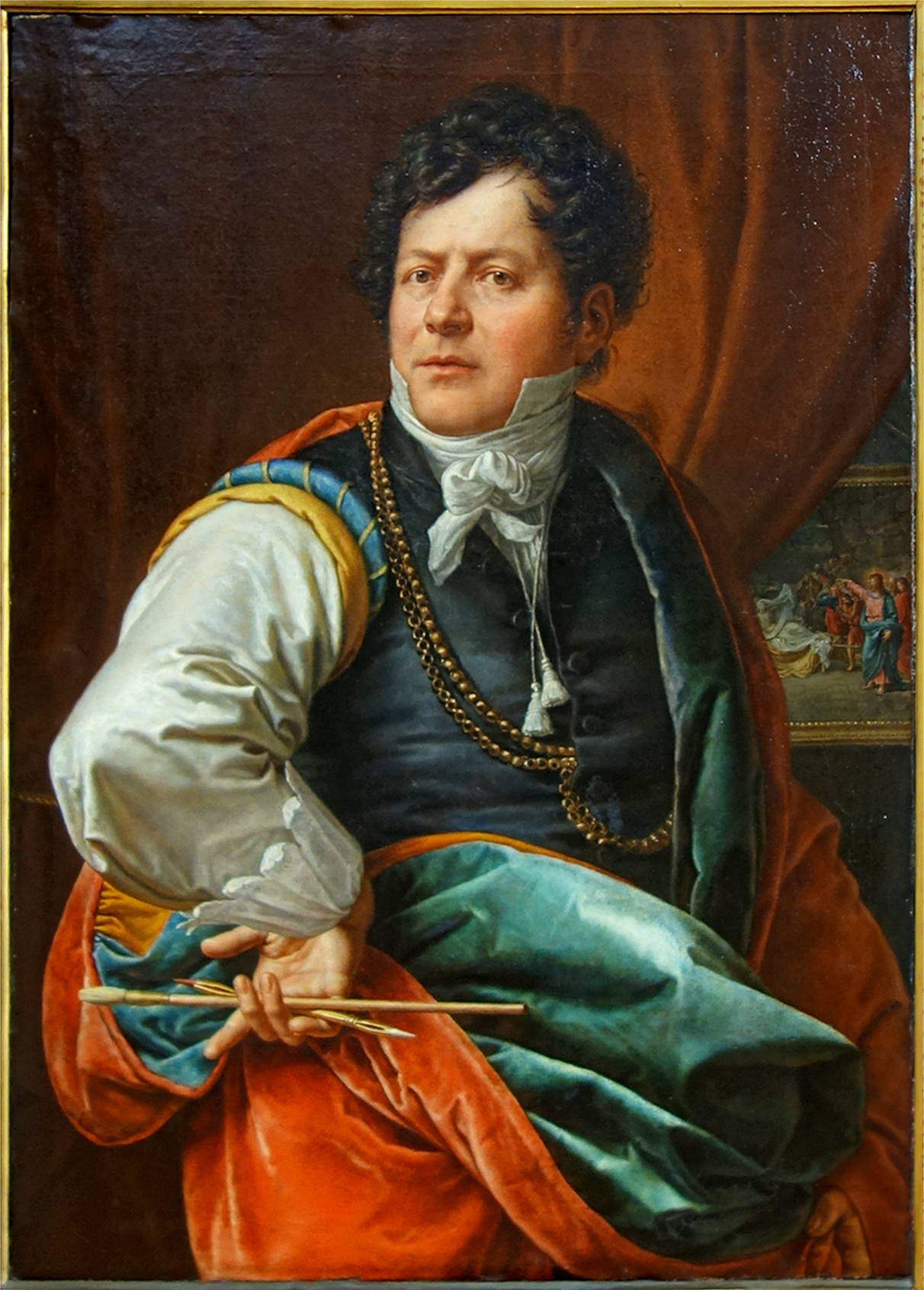
Автопортрет. Холст, масло. Дворец изящных искусств, Лилль